# Francisc Panet
Francisc Panet sau Paneth (n. 1907, Târgu Mureș — d. 7 noiembrie 1941, Jilava) a fost un inginer chimist și activist comunist român, executat pentru sabotaj de către autoritățile române în cel de-al Doilea Război Mondial. El a fost membru activ în Partidul Comunist Român și în Partidul Comunist Cehoslovac.

## Formare profesională
Panet s-a născut într-o familie înstărită din  Târgu Mureș (pe atunci în Austro-Ungaria). În articolul „5 comuniști care pregăteau acte de sabotaj au fost condamnați la moarte și executați”, publicat în ziarul "Viața", anul I, nr. 223, 11 noiembrie 1941, p. 6, se afirma că el era de origine evreiască. A aderat la organizația locală a Partidului Comunist în anii '20. În anii '30 s-a căsătorit cu Lili Gottlieb (n. 1911), absolventă a Facultății de Litere și Filozofie din București.
La începutul anilor '30 ai secolului al XX-lea, a studiat la Deutsche Technische Hochschule din Brno (pe atunci în Cehoslovacia), unde a întâlnit alți doi activiști comuniști români, Valter Roman și Gabriel Mureșan. După cele spuse de cei doi, Panet a purtat o corespondență în acei ani cu Albert Einstein, vizitându-l chiar la Berlin în 1932.
Panet a fost un inginer chimist, cu preocupări teoretice. În articolul „Albert Einstein - Francisc Panet”, publicat de Valter Roman în volumul Evocări (Ed. Eminescu, București, 1980), se arată că „Francisc Panet a avut o înclinare deosebită pentru cercetarea științifică, pentru știința fundamentală. Își petrecea multe ore, peste programul obligatoriu, în laboratoarele bine dotate ale Politehnicii din Brno, precum și multe nopți, cu studierea unor probleme teoretice. Îl preocupau în mod cu totul deosebit problemele privind efectul fotoelectric, problema particulelor elementare, pornind de la fotonul lui Einstein, legătura dintre fizică și chimie ș.a.”.

## Grupul Panet
După atacarea Uniunii Sovietice de către forțele armate ale Axei în iunie 1941, Partidul Comunist din România (organizație ilegală în acea vreme) a condamnat participarea României la războiul antisovietic și a organizat acțiuni de sabotare a activității fabricilor de armament și muniții, a căilor ferate și a porturilor, pentru a împiedica trecerea convoaielor feroviare către front. Au fost constituite mai multe grupuri care aveau scopul de a procura explozibili și a le plasa la diferite obiective militare. 
Panet a primit din partea PCR sarcina de a improviza un laborator pentru prepararea de explozibil care să fie folosit în acțiunile de sabotaj desfășurate împotriva trupelor germane staționate în România. Laboratorul a fost organizat în baia casei sale din Splaiul Independenței nr. 8. Cu ajutorul materiilor prime (clorat de potasiu, dextrină, acid sulfuric, nitrit de amil, nitroglicerină etc.) și a aparaturii (aparate de distilare, refrigerent, biuretă, tuburi de sticlă ș.a.) procurate de colaboratorii săi (Lili Gottlieb Paneth, dr. Adalbert Kornhauser, Ada Marinescu și Elisabeta Naghi), inginerul Panet a preparat încărcături explozive care au fost folosite la efectuarea de acte de sabotaj.
Încercând să-i descopere pe sabotori și să anihileze acțiunile acestora, organele Poliției și Siguranței Statului au efectuat investigații și acțiuni de filaj, care au scos la iveală implicarea inginerului Panet. În ziua de 31 octombrie 1941 a avut loc o descindere în casa soților Panet, în urma căreia s-a descoperit laboratorul clandestin și s-au găsit 140 de încărcături explozive. Soții Panet au fost arestați de Siguranța Statului și întreaga cantitate de explozibil a fost confiscată. Ulterior, au fost arestați și ceilalți membri ai grupului.
Cei cinci membri ai grupului Panet au fost aduși la închisoarea Jilava, unde au fost condamnați la moarte în 5 noiembrie 1941, după o judecată sumară de două ore efectuată de Secția a III-a a Curții Marțiale a Comandamentului Militar al Capitalei, pentru înscrierea în cadrul Partidului Comunist și pentru „acțiuni subversive la adresa securității statului”. Avocații apărării, Petre Pandrea și Ion C. Raiciu, au făcut cerere de grațiere, dar aceasta a fost respinsă. Execuția lui Francisc Panet și a celorlalți patru membri ai gruplui a avut loc la 7 noiembrie 1941 într-o pădure de lângă Jilava. Potrivit mărturiei unui sergent care a participat la execuție, citat de militantul comunist Vasile Vaida (coleg de detenție cu arestații), cei cinci condamnați au fost legați de copaci, iar Francisc Panet a început să cânte „Internaționala” înainte de a fi executat.